# Бен-10: Наперегонки со временем
«Бен-10: Наперегонки со временем» (англ. Ben 10: Race Against Time) — первый полнометражный телефильм Алекса Уинтера, созданный по мотивам франшизы «Бен 10» от компании «Man of Action». Съёмки длились около 8-9 месяцев. Из-за ограниченного бюджета его большая часть была потрачена на спецэффекты и воссоздание пришельцев из классического мультсериала. Главные роли исполнили Грэм Филлипс, Хейли Рэмм, Ли Мэйджорс и Кристиен Энхолт.
Премьера состоялась 21 ноября 2007 года на телеканале Cartoon Network. 8 апреля 2008 года «Бен-10: Наперегонки со временем» был выпущен на DVD. Фильм получил в основном положительные оценки критиков. В основном были отмечены актёрский состав, работа Уинтера и сценариста Митча Уотсона, а также энергичность картины.

## Сюжет

Гвен, дедушка Макс и Бен (первое изображение) и Ион (второе изображение)

У Бенджамина (Бена) Теннисона (Грэм Филлипс) заканчиваются каникулы. Ему приходится перестать быть супергероем, борющимся со злыми пришельцами с помощью инопланетных часов Омнитрикс, которые позволяют превращаться ему в различные расы инопланетян, и вернуться в школу к обычной жизни. В этот же период из тюрьмы сбегает пришелец Ион (Кристиен Энхолт) — могущественный злой дух из космоса, которого двести лет назад поймала организация «Санитары Космоса», противостоящая инопланетным злодеям. Ион пытается активировать устройство, с помощью которого его раса сможет напасть на Землю — Руки Армагеддона (англ. the Hands of Armageddon). Он пытается похитить Бена и его часы, но мальчику удаётся убежать.
Дедушка Теннисона Макс (Ли Мэйджорс) считает, что Бену лучше покинуть город, чтобы Ион его не нашёл. Но Бенджамин смело отказывается, и они оба приходят к соглашению: за обладателем Омнитрикса будут ежедневно наблюдать «Санитары Космоса». Несмотря на то, что Бена круглосуточно охраняют, Ион находит его в школе, но мальчик опять от него отбивается. Позже Бен-10 решает заманить Иона в ловушку, но всё заканчивается похищением дедушки Макса, его двоюродной сестры Гвендалин (Гвен) (Хейли Рэмм) и самого главного героя. Ион трансформирует Бена в младшую версию самого себя, но Гвен и Максу удаётся освободиться, и они пытаются остановить Иона.
Благодаря разговору Гвен с трансформированным Беном, он находит в себе силы избавиться от Иона и спасти дедушку, а также остановить Руки Армагеддона. Но Ион не уничтожен полностью: остановив время, он вновь предпринимает попытку напасть на Бена, но тот преобразовывается в одного из своих супергероев — Космического Пса (англ. Wildmutt) и побеждает пришельца. К тому же, Бен и Гвен успели прийти на запланированное шоу талантов, где заняли второе место. Фильм заканчивается на моменте, где Бен-10, Гвен и дедушка Макс направляются в пиццерию.

## В ролях

### Главные роли
| Актёр           | Роль                      | Прим.       |
| --------------- | ------------------------- | ----------- |
| Грэм Филлипс    | Бенджамин (Бен) Теннисон  | [ 4 ] [ 1 ] |
| Ли Мэйджорс     | Макс Теннисон             | [ 4 ] [ 1 ] |
| Хейли Рэмм      | Гвендалин (Гвен) Теннисон | [ 4 ] [ 1 ] |
| Кристиен Энхолт | Ион / Бен Ион             | [ 1 ]       |

### Роли второго плана
| Актёр               | Роль                          | Прим. |
| ------------------- | ----------------------------- | ----- |
| Роберт Пикардо      | мистер Уайт                   | [ 2 ] |
| Алома Райт          | миссис Дэлтон                 |       |
| Дон Макманус        | Карл Теннисон                 | [ 2 ] |
| Бет Литлфорд        | Сандра Теннисон               | [ 2 ] |
| Саб Симоно          | пожилой человек               |       |
| Тайлер Патрик Джонс | Кэш                           |       |
| Тайлер Фоден        | Джей Ти                       |       |
| Пейдж Херд          | Стефани                       |       |
| Бьянка Брокл        | Кэндис                        |       |
| Алекс Уинтер        | Константин Джейкобс           |       |
| Майкл Раньярд       | начальник пожарной Уиттингтон |       |
| Джефф Дженсен       | мистер Хокинс                 |       |

### Озвучка
| Актёр            | Роль            | Прим. |
| ---------------- | --------------- | ----- |
| Дэвид Франклин   | Человек-огонь   | [ 2 ] |
| Карлос Алазраки  | Гуманоид        | [ 2 ] |
| Даран Норрис     | Алмаз           | [ 2 ] |
| Ди Брэдли Бейкер | Космический Пёс | [ 2 ] |

## Производство

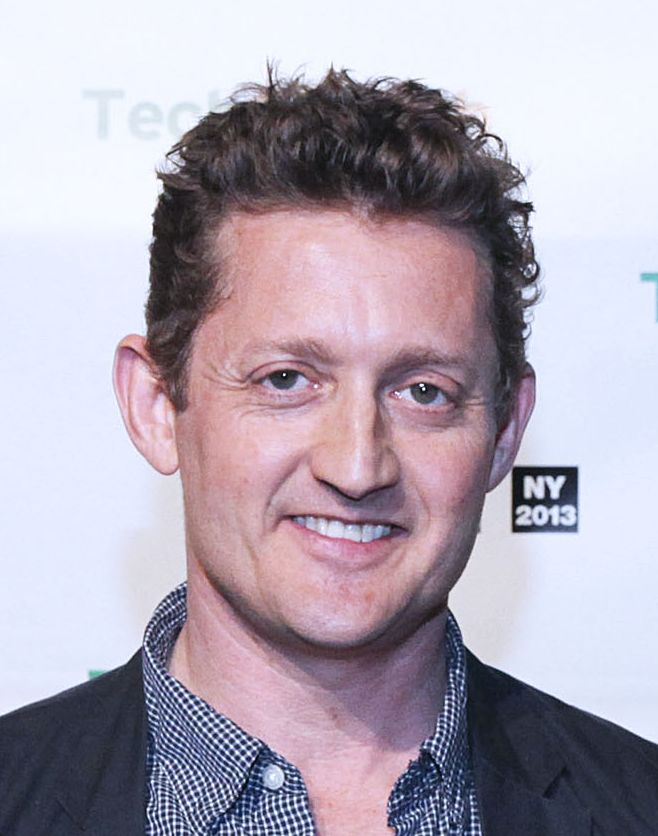
Алекс Уинтер в 2013 году

«Бен-10: Наперегонки со временем» является прямым продолжением мультсериала от студии «Man of Action», выходящего с 2005 по 2008 годы. Продюсером и одним из режиссёров фильма выступил Алекс Уинтер, наиболее известный по своей роли Билла в фильме «Невероятные приключения Билла и Теда». Тогда ещё 8-летний сын Алекса Лерой был фанатом Бена-10. По словам Уинтера, мальчик и его одноклассники следили за тем, чтобы он не испортил их любимое шоу. Сценарий был написан Митчем Уотсоном (англ. Mitch Watson). Главные роли исполнили Грэм Филлипс («Эван Всемогущий»), Хейли Рэмм («Люди Икс: Последняя битва»), Ли Мэйджорс («Человек на шесть миллионов долларов», «Каскадёры») и Кристиен Энхолт («Охотники за древностями»).

Пришельцы из фильма: Человек-огонь, Гуманоид, Алмаз и Космический пёс

Производство началось в начале 2007 года, и его окончание было запланировано на октябрь. Тогда же начался подбор кастинга на роли. Бюджет фильма составил всего лишь 5 000 000 долларов, из-за чего основное внимание было сосредоточено на дорогостоящих спецэффектах. В фильме были показаны только четверо из десяти пришельцев: Человек-огонь (англ. Heatblast), Гуманоид (англ. Grey Matter), Алмаз (англ. Diamondhead) и Космический Пёс (англ. Wildmutt). Все они были созданы при помощи CGi-графики: сначала снимался картонный рисунок пришельца, а позднее к нему добавлялись движения. Часы Омнитрикс, использованные в фильме — игрушка, также позднее приобретшая реалистичность при помощи компьютера. В «Бен-10: Наперегонки со временем» впервые появился персонаж Ион — до этого он нигде не использовался и был создан специально для фильма. В фильме, кемпер дедушки Макса — марки GMC.
В качестве музыкального сопровождения используются ремикс заглавной темы классического мультсериала в исполнении Джимми Купа, «Don’t Call Me In The Morning» Джоша Фикса и «What I Feel» Сусанны Бенн.
На апфронт-презентации в феврале 2007 года Уинтер заявил, что хочет, чтобы «эта штука выглядела как „Люди Икс“»: Алекс представлял себе фильм как эпическое приключение, которое будет «более кинематографичным, чем мультипликационным» и ориентированным для людей всех возрастов. В шутку продюсер пообещал, что в фильме «не будет Джа-Джа Бинкса». Изначально выход фильма был запланирован на декабрь 2007 года, однако в итоге показан на телеканале Cartoon Network раньше времени — 21 ноября.

## Релиз на DVD
8 апреля 2008 года фильм был выпущен на DVD. Он включал в себя «Бен-10: Наперегонки со временем» с оригинальной озвучкой и необязательными субтитрами на английском, французском и испанском языках. Также в диск входили три небольших короткометражных ролика «За кадром», видео с премьеры фильма в Лос-Анджелесе и «Meet the Cast with Fried Dynamite» — сборник небольших роликов, в которых юный ведущий Блейк посещает актёров и съёмочную площадку. В России «Бен-10: Наперегонки со временем» официально издавалась на DVD компанией «Новый Диск».

## Восприятие

### Критика
Фильм получил в целом положительные отзывы критиков. Брайан Лоури из Variety назвал фильм «свежим, бодрым и удивительно весёлым», а состав прозвал «умным». Эмили Эшби из Common Sense Media присудила фильму 3 звезды из 5, обосновав это тем, что фильм «поднимает уровень жестокости сериалов о инопланетных сражениях». 
Дэвид Корнелиус из DVD Talk назвал фильм «захватывающим» и «энергичным». Похвалил «остроумие» Ли Мейджорса, работу продюсера Алекса Уинтера, который «придаёт свежий шарм» и «богатый, умный» сценарий Митча Уотсона. По мнению Дэвида, взрослые играют иронически, а дети — серьёзно. Корнелиус похвалил «насыщенные» цвета, которые «передают ощущение комиксов» и «приятный формат передачи» в, по-крайней мере, DVD-издании «Бен-10: Наперегонки со временем». 
Майкл Оувелин из Cartoon Network охарактеризовал главного злодея фильма как «Дарта Вейдера без чувства юмора». С Вейдером также Иона сравнил и Шелдон Вибе из Eclipse Magazine.

### Награды и номинации
| Премия                        | Дата церемонии  | Категория                                                                                             | Номинанты и получатели                                | Результат | Ссылка        |
| ----------------------------- | --------------- | --- | ----------------------------------------------------- | --------- | ------------- |
| Visual Effects Society Awards | 10 февраля 2008 | Выдающиеся визуальные эффекты в телевизионном мини-сериале, фильме или специальном выпуске            | Дина Бенадон, Эван Джейкобс, Брент Янг, Крис Кристман | Номинация | [ 11 ]        |
| Visual Effects Society Awards | 10 февраля 2008 | Выдающееся исполнение анимированного персонажа в игровом кино, рекламном ролике или музыкальном видео | Брент Янг                                             | Номинация | [ 11 ]        |
| Young Artist Award            | 30 марта 2008   | Лучшая роль в телефильме, мини-сериале или специальном выпуске — ведущий молодой актёр                | Грэм Филлипс                                          | Номинация | [ 11 ] [ 12 ] |
| Young Artist Award            | 30 марта 2008   | Лучшая роль в телефильме, мини-сериале или специальном выпуске — молодой актёр второго плана          | Тайлер Патрик Джонс                                   | Номинация | [ 11 ] [ 12 ] |
| Young Artist Award            | 30 марта 2008   | Лучшая роль в телефильме, мини-сериале или специальном выпуске — молодая актриса второго плана        | Хейли Рэмм                                            | Номинация | [ 11 ] [ 12 ] |